# Vermeer Technologies
Vermeer Technologies Inc. – firma produkująca oprogramowanie z siedzibą w Cambridge w Massachusetts, USA, która w 1995 r. była twórcą pierwszej wersji graficznego edytora stron internetowych, FrontPage.
16 stycznia 1996 r. firma został zakupiona przez Microsoft, a FrontPage stał się kluczowym komponentem nowej strategii Microsoftu polegającej na budowie pełnego systemu narzędzi do publikowania dokumentów HTML w Internecie i w firmowych intranetach.